# Питушка
Питушка (рум. Pitușca) — село в Каларашском районе Молдавии. Относится к сёлам, не образующим коммуну.

## География
Село расположено на высоте 155 метров над уровнем моря.

## Население
По данным переписи населения 2004 года, в селе Питушка проживает 3212 человека (1562 мужчины, 1650 женщин).
Этнический состав села:
| Национальность | Число жителей | Процентный состав |
| -------------- | ------------- | ----------------- |
| молдаване      | 3138          | 97.7              |
| румыны         | 50            | 1.56              |
| русские        | 12            | 0.37              |
| украинцы       | 8             | 0.25              |
| гагаузы        | 2             | 0.06              |
| прочие         | 2             | 0.06              |
| Всего          | 3212          | 100%              |

## Известные уроженцы
- Плахотнюк, Владимир Георгиевич (род. 1966) — молдавский политик и бизнесмен.